# Requena Nozal

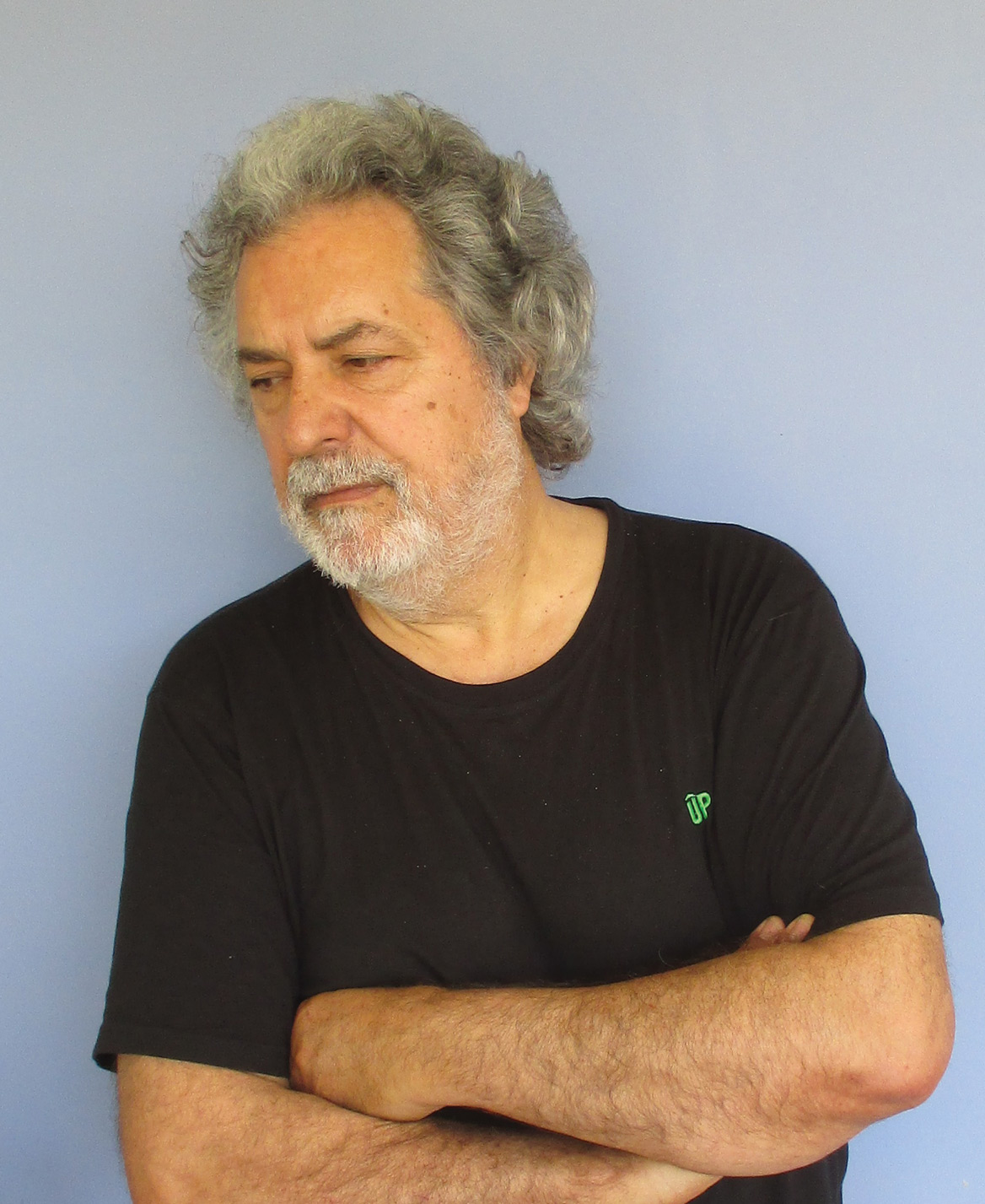
Requena Nozal (2015)

José Requena Nozal (* 25. Oktober 1947 in Saragossa, Spanien) ist ein Künstler und Maler mit autodidaktischem Werdegang, der unterschiedliche Maltechniken anwendet (Enkaustik, Ölmalerei, Akryl und Pastell).

## Biografie

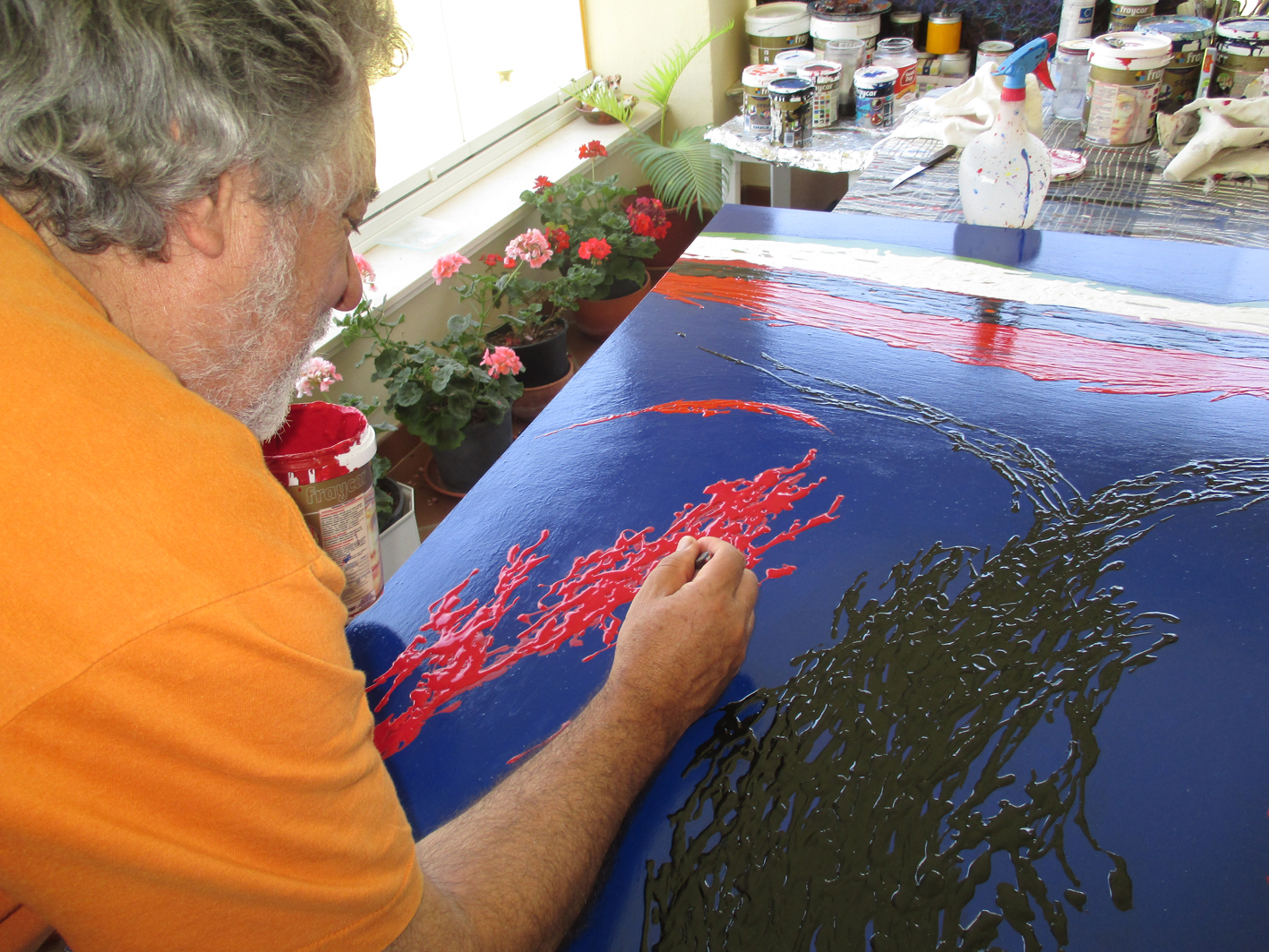
Requena Nozal arbeitet an einem seiner Werke (2015)

Nozal wurde 1947 im Stadtteil El Arrabal in Saragossa geboren. Seine erste Einzelausstellung fand 1975 im „Museo Provincial de la Rioja“ statt, wo er als figurativer Ölmaler mit Themen rund um das soziale Abseits Aufmerksamkeit erntete.
1982 nahm er an dem Wettbewerb „Concurso Nacional de Pintura para Artistas Jóvenes“ teil, der von der Zeitung ABC organisiert wurde. 1996 erhielt er als Auszeichnung der Goya Art Gallery von New York den ersten Preis des „II Salón de Verano Ciudad de Nueva York“.
Er ist seit 1997 eingetragenes Mitglied des Vereins Asociación Española de Pintores y Escultores. Seit 2004 organisiert er keine Ausstellungen mehr.

## Technik

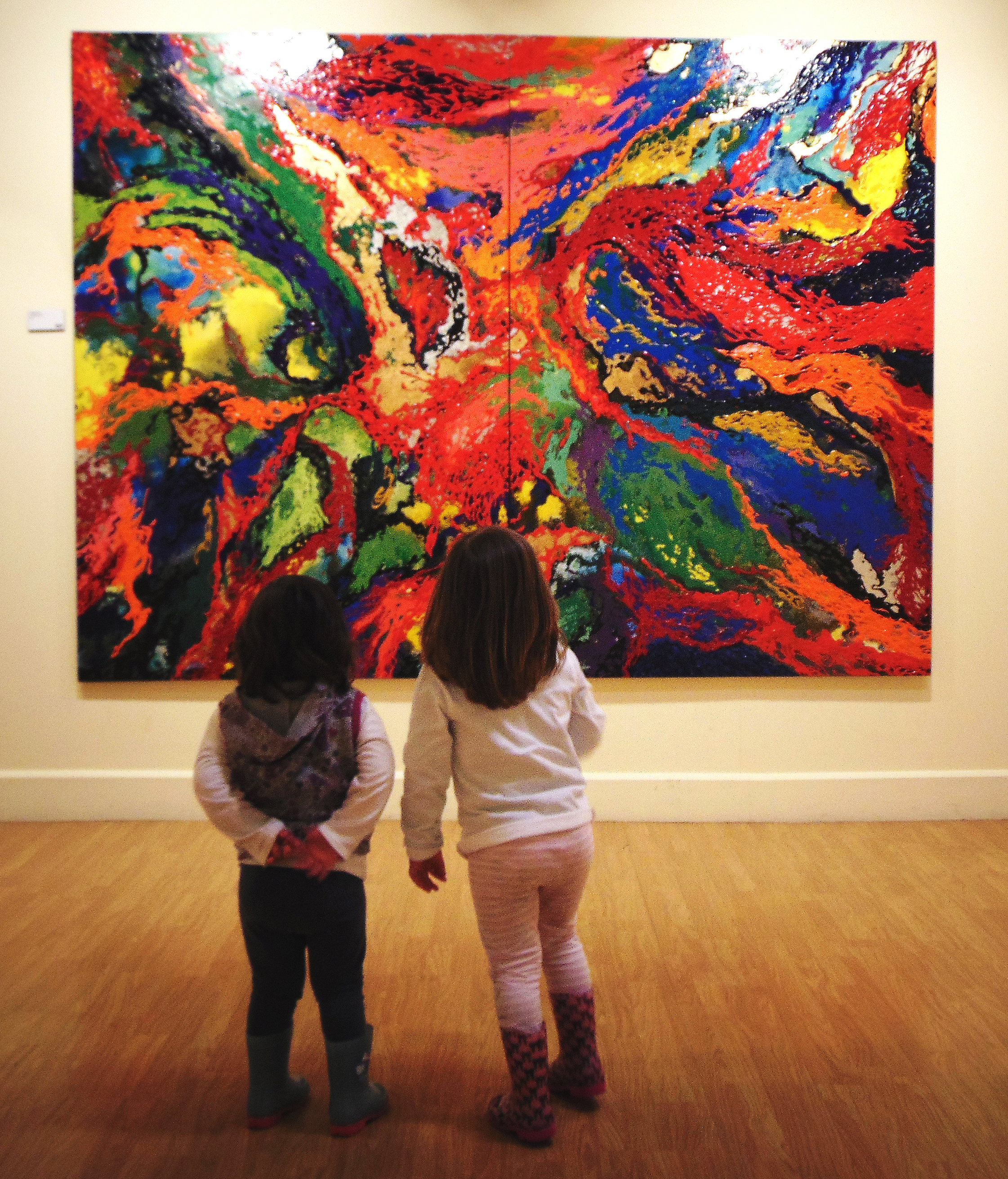
Mädchen, die im Yellowstone -Malerei (2016)

Ein Teil seiner Arbeiten entstand unter Einsatz der Maltechnik der Enkaustik, wobei er da „bewusst aufwendige Kompositionen und geordnete Menschenmengen“ zum Ausdruck zu bringen suchte. Sein Werk umfasst „unterschiedliche Atmosphären (…)“ und ist gekennzeichnet durch seine dem Menschlichen gegenüber engagierten und von gewisser Lyrik durchdrungenen Haltung, in der Realität und Suche nach den Ausdrucksmöglichkeiten konkreter Gefühle ihren Platz finden.
2004 erfuhr sein Stil eine radikale Veränderung zugunsten des abstrakten Expressionismus oder Tachismus, für dessen Ausführung er die Maltechnik der Enkaustik, Acrylfarben und das Blattgold verwendet.

## Ausstellungen

### Wettbewerbe
- Salón Franco-Español, Bordeaux (France).
- Palais des Fates de Talence (France).
- Tárrega Town Hall (Lérida).
- Provincial Palace of Zaragoza.
- Town Hall of Zaragoza.
- Palacio de las Alhajas, VII Premios Blanco y Negro de Pintura. Madrid.
- Goya Art Gallery, II Salón de Verano Ciudad de Nueva York. New York (EE.UU.).
- XIII Certamen Tema Jardines, Asociación Pintores y Escultores, Aranjuez.

### Kunst Shows
- 1989: „BIAF“ Feria Internacional Art Forum 89, Barcelona.
- 2002: „FAIM“ Feria de Arte Independiente, Madrid.
- 2016: „We Are Fair“, Madrid.
- 2016: Internationale Show „Art Marbella“, Marbella.

## Erwähnungen in Bücher und Zeitungen
- Diccionario de Pintores y Escultores Españoles del Siglo XX. Tomo 12.[10]
- Pintores de Aragón.[11]
- Catálogo Nacional de Arte – Canart.[12]
- Revista Crítica de Arte nº 52.[13]
- Correo del Arte nº 68.[14]
- La Rioja del Lunes nº 220.[15]
- Revista Crítica de Arte nº 182.[16]
- Diario La Rioja nº 36786.[17]